# Piszczanka (rejon berestyński)
Piszczanka (ukr. Піщанка) – wieś na Ukrainie, w obwodzie charkowskim, w rejonie berestyńskim, w hromadzie Krasnohrad. W 2001 liczyła 5425 mieszkańców (49,57% rosyjskojęzycznych i 48,87% ukraińskojęzycznych).